# Малкия
Малкия (на арабски: المالكية) е рибарско село в Кралство Бахрейн. В буквален превод „Малкия“ значава „Господ е моят крал“ (владетел).
Малкия принадлежи към Северната провинция на островната държава, а със своето население от около 16 хиляди жители се нарежда сред 10-те най-населени места в кралството.

## Размирици
През 2007 г. в района избухват кървави бунтове. Тогава член на кралското семейство прави опит да загради част от бреговата линия на селото. Това разгневява местните, защото е застрашено основното им препитание. Селяните излизат на мирен протест по улиците, но Кралската полиция ги посреща със сълзотворен газ, палки и гумени куршуми.

## Забележителности
Малкия е известно още с гроба и светилището на Заид ибн Сухан. Той е смятан за „сахаба“ – един от сподвижниците на Али, който е братовчед на ислямския пророк и религиозен лидер Мохамед.

## Спорт
Местният футболния отбор, играещ в първа дивизия на Бахрейн, шампион на страната за 2016/17, носи същото име – „Малкия“.